# Долбачі
Долбачі́ (рос. Долбачи, марій. Долбачи) — присілок у складі Новотор'яльського району Марій Ел, Росія. Входить до складу Пектубаєвського сільського поселення.

## Населення
Населення — 53 особи (2010; 82 у 2002).
Національний склад (станом на 2002 рік):
- росіяни — 73 %
- марійці — 26 %